# Iceberg (romanzo)
Iceberg è un romanzo d'avventura scritto da Clive Cussler, pubblicato in Italia da edizioni TEA, che narra una delle molte avventure di Dirk Pitt.

## Trama
Nell'Atlantico settentrionale la guardia costiera scopre un iceberg con al suo interno una nave, viene subito mandato sul posto Dirk Pitt assieme ad uno scienziato: Hunnewell. Dopo tante intemperie lì scoprono i cadaveri carbonizzati di 15 persone ma i documenti e il prezioso carico che trasportava il Lax sono scomparsi. La nave apparteneva a Kristjan Fyrie e Hunnewell è quasi sicuro di aver identificato il suo cadavere. Per saperne di più decidono di fare un appuntamento con la sorella di Kristjan: Kirsti Fyrie. Si sa poco della sua vita passata, dice di essere stata in tutti questi anni in Africa come volontaria. È tornata in patria solo dopo la scomparsa del Lax e quindi del fratello che era stato dato per disperso assieme alla nave ritrovata appena il giorno prima dopo un anno di ricerche. Adesso appartiene a lei la grandissima ditta del fratello. Pitt e Hunnewell stanno per raggiungere l'Islanda in elicottero mentre Sandecker li raggiungerà il giorno dopo con la sua nave. Però mentre sorvolano la costa un jet militare tutto nero comincia a sparargli ma Pitt grazie ad una manovra veloce riesce a portare le eliche dell'elicottero contro il jet. Entrambi i velivoli cadono in acqua per fortuna l'elicottero appena a 20 metri dalla costa.
Purtroppo Hunnewell è stato colpito da un proiettile e appena raggiunge la spiaggia muore. Fortunatamente Pitt viene subito soccorso da un medico locale che gli salva la vita. La sera seguente Dirk, Sandecker e Kirsti si incontrano in un ristorante, lei è una donna bellissima e anche molto intelligente. Grazie ad un tranello Pitt riesce a scoprire che lei non è mai stata in Africa e gli promette che il giorno dopo sarebbe andato con una barca in mare a fare un dipinto sulla bella costa islandese. Finita la cena il fidanzato di Kirsti, Oskar Rondheim che è il capo di una grandissima ditta di pesca, la viene a prendere e si capisce benissimo che c'è qualcosa che non va tra i due. La mattina seguente, mentre Tidi Royal fa il disegno, Pitt si immerge in cerca dell'aereo che lo aveva attaccato il giorno prima. Purtroppo tutti i segni di riconoscimento sono stati tolti prima dell'incidente però Dirk trova due modellini perfetti di edifici: uno è la sede parlamentare della Repubblica di Santo Domingo e l'altro della Guyana francese, inoltre trova uno strano cacciavite. Tutto ad un tratto sentono un rumore e capiscono che un aliscafo li sta attaccando. Pitt prepara delle “bombe a mano” con dei barattoli, della benzina e della miccia e riesce ad affondare l'aliscafo. Tornato a riva Pitt va all'aeroporto di Keflavik per scoprire qualcosa di più sul jet. Lì, grazie all'aiuto di un aviatore, trova il numero di fabbrica dell'aereo e scopre che apparteneva a Rondheim. Il taxista che l'aveva accompagnato all'aeroporto in verità è un agente della NIA e gli dice che è riuscito a farlo invitare assieme a Tidi ad una festa organizzata da Rondheim in casa sua, Sandecker invece rimane a bordo della sua nave.
Alla festa un miliardario di nome James Kelly parla della società internazionale Hermit Limited nata unendo le forze tra 15 multimiliardari e ha come scopo impossessarsi del mondo intero. Gli altri miliardari presenti alla festa sono stati riuniti lì per ucciderli in massa perché sono contro questo progetto. Quindi vengono tutti messi in fondo ad una scogliera a molti chilometri dal centro abitato più vicino, accanto al mare e ad un elicottero rotto simulando così un incidente. A tutti vengono spezzate le gambe o le braccio in modo da rendere impossibile l'ascesa della scogliera. A Pitt invece rompono le costole slogano una caviglia e lo fanno svenire. Dopo un'ora rinviene ed è l'unico in grado di scalare la roccia.
Arrivato in cima costruisce una bussola rudimentale con uno spillo e un filo per capire da che parte andare. Dopo sette ore di estenuante cammino arriva in un prato e si addormenta. Fortunatamente un guardiapesca che viveva nella zona lo trova e quando Pitt si risveglia chiama a Sandecker e gli spiega l'accaduto. Il capitano organizza un piccolo aereo per recuperare i superstiti. Nel frattempo Rondheim e gli altri sono in California, a Disneyland per uccidere il presidente della Guyana francese e di Santo Domingo che si trovano anche loro nel parco divertimenti. Infatti i primi due stati di cui vogliono impossessarsi sono proprio la Guyana francese e Santo Domingo. Anche Pitt raggiunge Disneyland e assieme al responsabile del parco e al capo della NIA organizza un piano per salvare i due presidenti e catturare i 15 miliardari che si trovano nell'albergo più lussuoso del parco. Dopo un enorme sforzo riescono a fermare il killer appena prima che uccidesse i due uomini poi chiamano la polizia e arrestano senza sforzo tutti i miliardari a parte Kirsti Fyrie in modo che Pitt potesse parlarle. Così scopre che il Lax bruciato era tutto una messa in scena per far credere che Kristjan era morto ma in verità stava andando in un ospedale per cambiare sesso.
Sfortunatamente il dottore che lo ha operato era membro della Hermit Limited così Kirsti, che era contro l'enorme progetto, fu costretta a essere la "schiava" di Rondheim. Adesso che i membri della Hermit Limited sono stati arrestati Kirsti può tornare a vivere normalmente.

## Edizioni
- Clive Cussler, Iceberg, collana La Gaja scienza, traduzione di Roberta Rambelli, Longanesi, 24 agosto 1995,  p. 336, ISBN 978-88-304-1294-1.
- Clive Cussler, Iceberg, traduzione di Roberta Rambelli, Teadue, TEA, 1997,  p. 327, ISBN 978-88-781-8147-2.
- Clive Cussler, Iceberg, traduzione di Roberta Rambelli, Tea più, TEA, 28 maggio 2020,  p. 240, ISBN 978-88-502-5134-6.